# Sauveterre (Tarn-et-Garonne)
Pour les articles homonymes, voir Sauveterre.
Sauveterre est une commune française située dans le nord du département de Tarn-et-Garonne, en région Occitanie. Sur le plan historique et culturel, la commune est dans le Quercy Blanc, correspondant à la partie méridionale du Quercy, devant son nom à ses calcaires lacustres du Tertiaire.
Exposée à un climat océanique altéré, elle est drainée par la Barguelonne et par divers autres petits cours d'eau. La commune possède un patrimoine naturel remarquable composé de quatre zones naturelles d'intérêt écologique, faunistique et floristique.
Sauveterre est une commune rurale qui compte 152 habitants en 2022, après avoir connu un pic de population de 796 habitants en 1800.  Ses habitants sont appelés les Sauveterrois ou  Sauveterroises.

## Géographie

### Localisation
La commune est située dans le Quercy.

### Communes limitrophes
La commune est limitrophe du département du Lot.
Les communes limitrophes sont  Castelnau-Montratier, Cazes-Mondenard, Lendou-en-Quercy, Tréjouls et Vazerac.
|                 | Lendou-en-Quercy (Lot) |                            |
| Tréjouls        | Sauveterre             | Castelnau-Montratier (Lot) |
| Cazes-Mondenard | Vazerac                |                            |

### Hydrographie

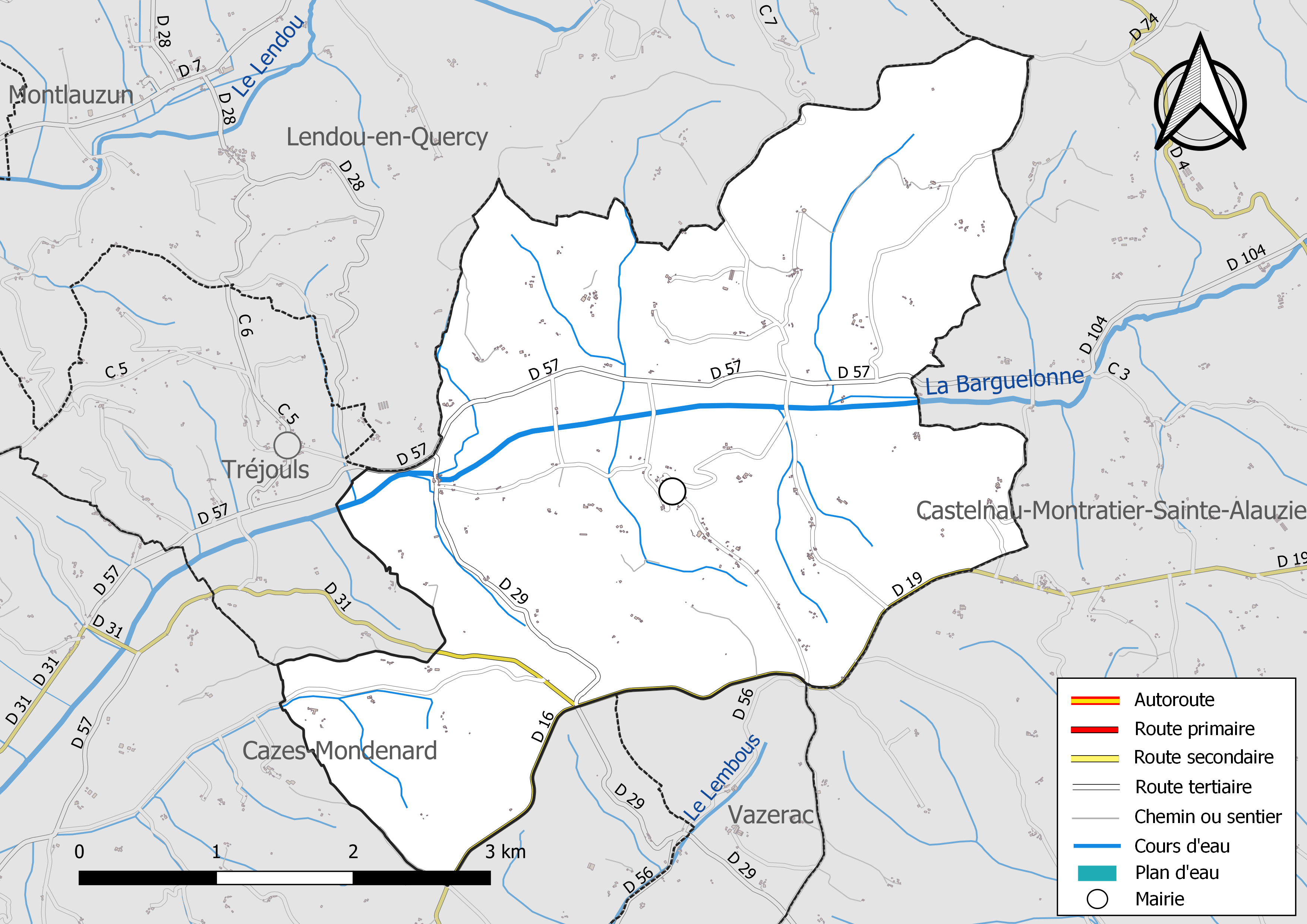
Réseaux hydrographique et routier de Sauveterre.

La commune est dans le bassin versant de la Garonne, au sein du bassin hydrographique Adour-Garonne. Elle est drainée par la Barguelonne, un bras de la Barguelonne et par divers petits cours d'eau, constituant un réseau hydrographique de 20 km de longueur totale,.
La Barguelonne, d'une longueur totale de 61,1 km, prend sa source dans la commune de Lhospitalet et s'écoule du nord-est au sud-ouest. Elle traverse la commune et se jette dans le canal de Golfech à Lamagistère, après avoir traversé 24 communes.

### Climat
Pour des articles plus généraux, voir Climat de l'Occitanie et Climat de Tarn-et-Garonne.
En 2010, le climat de la commune est de type climat océanique altéré, selon une étude du Centre national de la recherche scientifique s'appuyant sur une série de données couvrant la période 1971-2000. En 2020, Météo-France publie une typologie des climats de la France métropolitaine dans laquelle la commune est toujours exposée à un climat océanique altéré et est dans la région climatique Aquitaine, Gascogne, caractérisée par une pluviométrie abondante au printemps, modérée en automne, un faible ensoleillement au printemps, un été chaud (19,5 °C), des vents faibles, des brouillards fréquents en automne et en hiver et des orages fréquents en été (15 à 20 jours).
Pour la période 1971-2000, la température annuelle moyenne est de 12,3 °C, avec une amplitude thermique annuelle de 16,2 °C. Le cumul annuel moyen de précipitations est de 847 mm, avec 10,2 jours de précipitations en janvier et 6,4 jours en juillet. Pour la période 1991-2020, la température moyenne annuelle observée sur la station météorologique de Météo-France la plus proche, « Montcuq - Rouil », sur la commune de Montcuq-en-Quercy-Blanc à 10 km à vol d'oiseau, est de 13,4 °C et le cumul annuel moyen de précipitations est de 830,2 mm. 
La température maximale relevée sur cette station est de 41,8 °C, atteinte le 4 août 2003 ; la température minimale est de −19 °C, atteinte le 16 janvier 1985,,.
Les paramètres climatiques de la commune ont été estimés pour le milieu du siècle (2041-2070) selon différents scénarios d'émission de gaz à effet de serre à partir des nouvelles projections climatiques de référence DRIAS-2020. Ils sont consultables sur un site dédié publié par Météo-France en novembre 2022.

### Milieux naturels et biodiversité

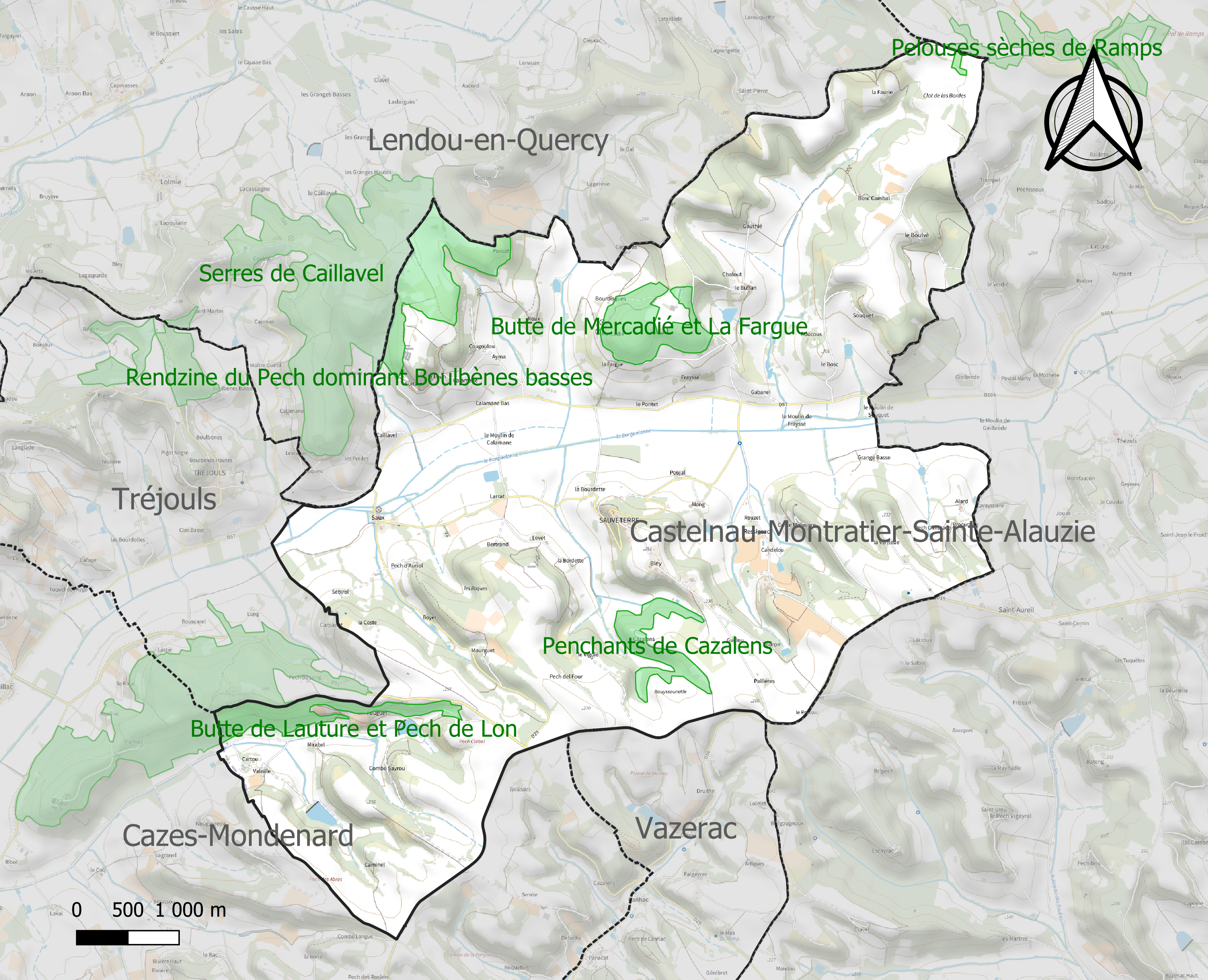
Carte des ZNIEFF de type 1 localisées sur la commune.

L’inventaire des zones naturelles d'intérêt écologique, faunistique et floristique (ZNIEFF) a pour objectif de réaliser une couverture des zones les plus intéressantes sur le plan écologique, essentiellement dans la perspective d’améliorer la connaissance du patrimoine naturel national et de fournir aux différents décideurs un outil d’aide à la prise en compte de l’environnement dans l’aménagement du territoire.
Quatre ZNIEFF de type 1 sont recensées sur la commune :
- la « butte de Lauture et pech de Lon » (133 ha), couvrant 3 communes du département[13] ;
- la « butte de Mercadié et la Fargue » (26 ha)[14] ;
- les « Penchants de Cazalens » (17 ha)[15].
- les « serres de Caillavel » (159 ha), couvrant 3 communes dont deux dans le Lot et une dans le Tarn-et-Garonne[16] ;

## Urbanisme

### Typologie
Au 1er janvier 2024, Sauveterre est catégorisée commune rurale à habitat très dispersé, selon la nouvelle grille communale de densité à sept niveaux définie par l'Insee en 2022.
Elle est située hors unité urbaine et hors attraction des villes,.

### Occupation des sols
L'occupation des sols de la commune, telle qu'elle ressort de la base de données européenne d’occupation biophysique des sols Corine Land Cover (CLC), est marquée par l'importance des territoires agricoles (85,6 % en 2018), en diminution par rapport à 1990 (87,7 %). La répartition détaillée en 2018 est la suivante : 
zones agricoles hétérogènes (40,8 %), terres arables (38,6 %), forêts (12,3 %), prairies (6,2 %), espaces verts artificialisés, non agricoles (2,1 %). L'évolution de l’occupation des sols de la commune et de ses infrastructures peut être observée sur les différentes représentations cartographiques du territoire : la carte de Cassini (XVIIIe siècle), la carte d'état-major (1820-1866) et les cartes ou photos aériennes de l'IGN pour la période actuelle (1950 à aujourd'hui).

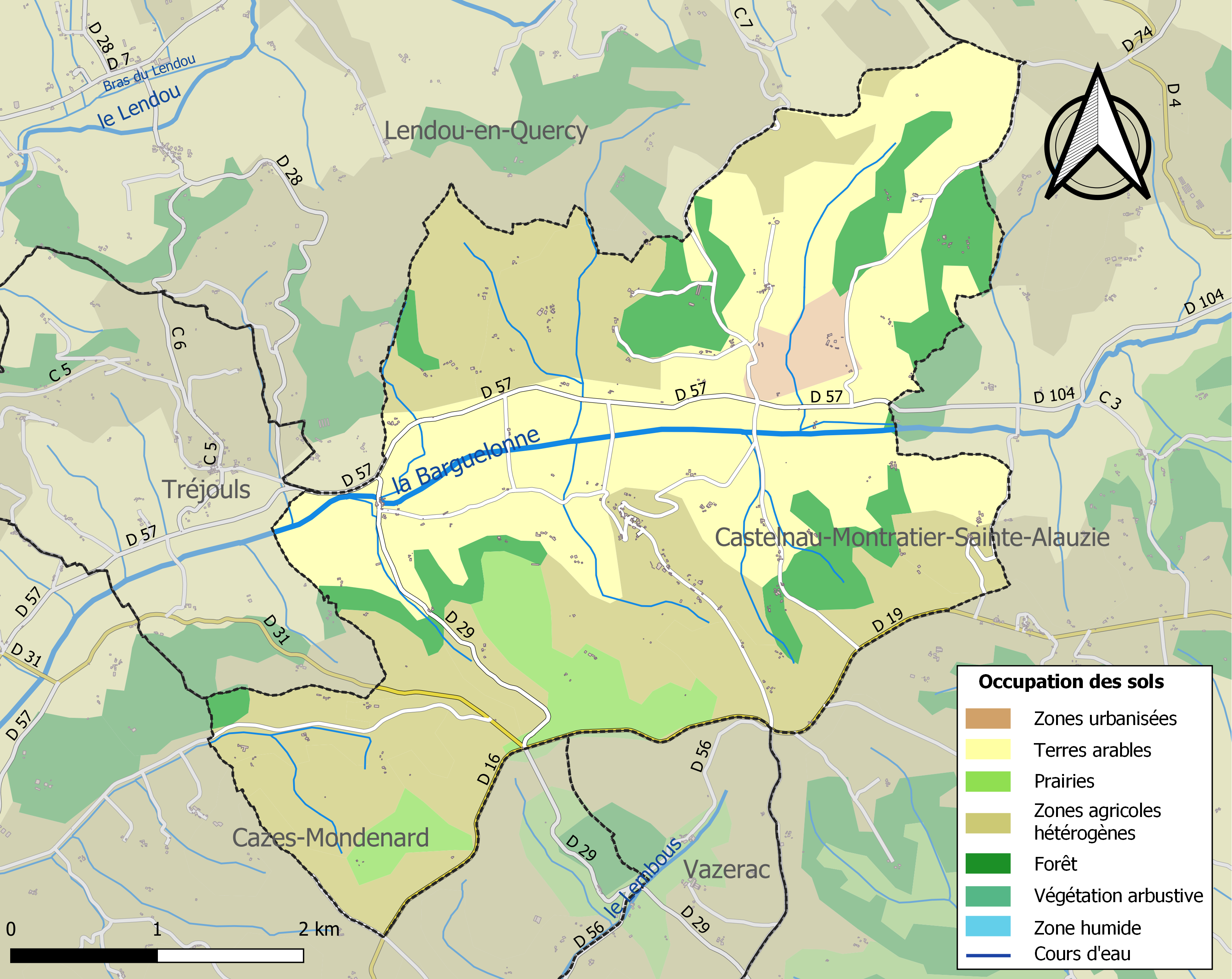
Carte des infrastructures et de l'occupation des sols de la commune en 2018 (CLC).

### Risques majeurs
Le territoire de la commune de Sauveterre est vulnérable à différents aléas naturels : météorologiques (tempête, orage, neige, grand froid, canicule ou sécheresse), inondations, mouvements de terrains et séisme (sismicité très faible). Il est également exposé à un risque technologique,  le transport de matières dangereuses. Un site publié par le BRGM permet d'évaluer simplement et rapidement les risques d'un bien localisé soit par son adresse soit par le numéro de sa parcelle.

#### Risques naturels
Certaines parties du territoire communal sont susceptibles d’être affectées par le risque d’inondation par débordement de cours d'eau, notamment la Barguelonne. La cartographie des zones inondables en ex-Midi-Pyrénées réalisée dans le cadre du XIe Contrat de plan État-région, visant à informer les citoyens et les décideurs sur le risque d’inondation, est accessible sur le site de la DREAL Occitanie. La commune a été reconnue en état de catastrophe naturelle au titre des dommages causés par les inondations et coulées de boue survenues en 1982, 1996, 1999 et 2015,.
Sauveterre est exposée au risque de feu de forêt. Le département de Tarn-et-Garonne présentant toutefois globalement un niveau d’aléa moyen à faible très localisé, aucun Plan départemental de protection des forêts contre les risques d’incendie de forêt (PFCIF) n'a été élaboré. Le débroussaillement aux abords des maisons constitue l’une des meilleures protections pour les particuliers contre le feu,.

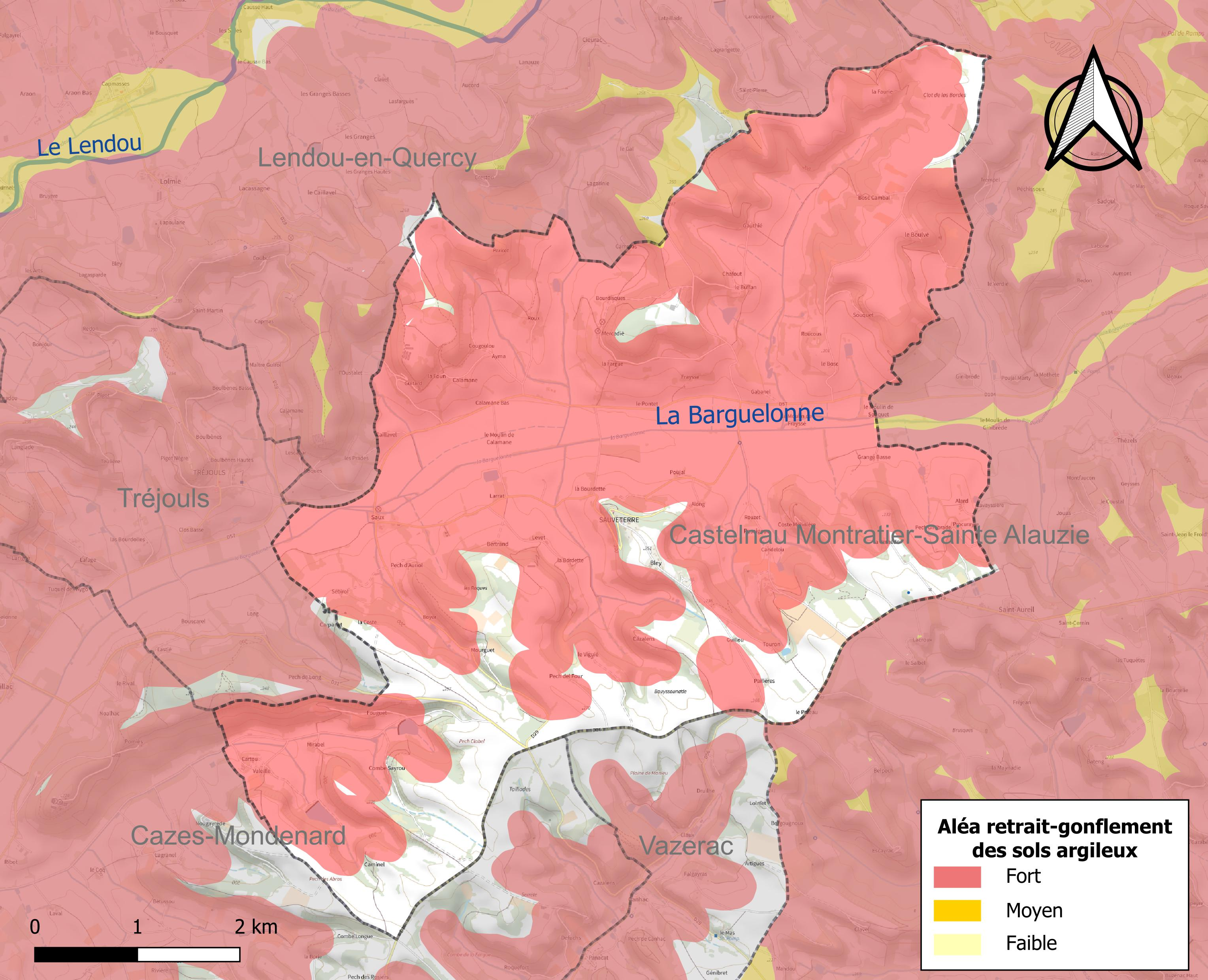
Carte des zones d'aléa retrait-gonflement des sols argileux de Sauveterre.

Les mouvements de terrains susceptibles de se produire sur la commune sont des tassements différentiels.
Le retrait-gonflement des sols argileux est susceptible d'engendrer des dommages importants aux bâtiments en cas d’alternance de périodes de sécheresse et de pluie. 81,9 % de la superficie communale est en aléa moyen ou fort (92 % au niveau départemental et 48,5 % au niveau national). Sur les 132 bâtiments dénombrés sur la commune en 2019, 109 sont en aléa moyen ou fort, soit 83 %, à comparer aux 96 % au niveau départemental et 54 % au niveau national. Une cartographie de l'exposition du territoire national au retrait gonflement des sols argileux est disponible sur le site du BRGM,.
Par ailleurs, afin de mieux appréhender le risque d’affaissement de terrain, l'inventaire national des cavités souterraines permet de localiser celles situées sur la commune.
Concernant les mouvements de terrains, la commune a été reconnue en état de catastrophe naturelle au titre des dommages causés par la sécheresse en 1989, 2015 et 2017 et par des mouvements de terrain en 1999.

#### Risques technologiques
Le risque de transport de matières dangereuses sur la commune est lié à sa traversée par des infrastructures routières ou ferroviaires importantes ou la présence d'une canalisation de transport d'hydrocarbures. Un accident se produisant sur de telles infrastructures est susceptible d’avoir des effets graves sur les biens, les personnes ou l'environnement, selon la nature du matériau transporté. Des dispositions d’urbanisme peuvent être préconisées en conséquence.

## Politique et administration

### Administration municipale
Le nombre d'habitants au dernier recensement étant compris entre 100 et 499, le nombre de membres du conseil municipal est de 11.

### Liste des maires
| Période                                  | Période       | Identité                                  | Étiquette | Qualité |
| ---------------------------------------- | ------------- | ----------------------------------------- | --------- | ------- |
| Les données manquantes sont à compléter. |               |                                           |           |         |
| 1793                                     | 1795          | Géraud Laboulfy                           |           |         |
| 1795                                     | 1808          | Jean-Pierre Buzenac                       |           |         |
| 1808                                     | 1813          | Jean-Cyprien Valet                        |           |         |
| 1813                                     | 1815          | Jean-Pierre Fourniel                      |           |         |
| 1815                                     | 1821          | Jean-Cyprien Valet                        |           |         |
| 1821                                     | 1826          | Pierre Antoine Bosredon                   |           |         |
| 1826                                     | 1832          | Louis Bonnafous                           |           |         |
| 1832                                     | 1835          | Jean Brugel                               |           |         |
| 1835                                     | 1839          | Jean-Baptiste Plazen                      |           |         |
| 1839                                     | 1865          | Jean-Antoine Garrigues                    |           |         |
| 1865                                     | 1870          | Jean-Baptiste Raymond Stanislas Garrigues |           |         |
| 1870                                     | 1870          | Gabriel Couzi                             |           |         |
| 1870                                     | 1873          | Jean-Baptiste Plazen                      |           |         |
| 1873                                     | 1881          | Jean-Baptiste Raymond Stanislas Garrigues |           |         |
| 1881                                     | 1883          | Jules Plazen                              |           |         |
| 1883                                     | 1886          | Jean Joseph Honoré Rouges                 |           |         |
| 1886                                     | 1887          | Jean-François Delsol                      |           |         |
| 1887                                     | 1888          | Jean Boye                                 |           |         |
| 1888                                     | 1919          | Louis Coulon                              |           |         |
| 1919                                     | 1925          | François Janvier Bousquet                 |           |         |
| 1925                                     | 1929          | Jean Belveze                              |           |         |
| 1929                                     | 1935          | Louis Auguste Coulon                      |           |         |
| 1935                                     | 1943          | Étienne Larroque                          |           |         |
| 1943                                     | 1944          | Jean Ferdinand Rome                       |           |         |
| 1944                                     | 1959          | Louis Auguste Coulon                      |           |         |
| 1959                                     | 1965          | Jean Ferdinand Rome                       |           |         |
| 1965                                     | 1974          | Yves Lafon                                |           |         |
| 1974                                     | 1984          | Marc Belveze                              | MRG       |         |
| 1984                                     | 2014          | André Ballesio                            |           |         |
| mars 2014                                | mai 2020      | Jean-Marc Belveze                         |           |         |
| mai 2020                                 | décembre 2020 | Charles Lolmede                           |           |         |
| Avril 2021                               | En cours      | Anne-Marie Pouillon                       |           |         |

## Démographie
Les habitants de la commune sont appelés les Sauveterrois.
| 1793 | 1800 | 1806 | 1821 | 1831 | 1836 | 1841 | 1846 | 1851 |
| ---- | ---- | ---- | ---- | ---- | ---- | ---- | ---- | ---- |
| 702  | 796  | 743  | 767  | 708  | 783  | 738  | 734  | 703  |

| 1856 | 1861 | 1866 | 1872 | 1876 | 1881 | 1886 | 1891 | 1896 |
| ---- | ---- | ---- | ---- | ---- | ---- | ---- | ---- | ---- |
| 707  | 655  | 677  | 652  | 638  | 646  | 565  | 521  | 543  |

| 1901 | 1906 | 1911 | 1921 | 1926 | 1931 | 1936 | 1946 | 1954 |
| ---- | ---- | ---- | ---- | ---- | ---- | ---- | ---- | ---- |
| 504  | 501  | 464  | 381  | 395  | 402  | 378  | 356  | 342  |

| 1962 | 1968 | 1975 | 1982 | 1990 | 1999 | 2004 | 2006 | 2009 |
| ---- | ---- | ---- | ---- | ---- | ---- | ---- | ---- | ---- |
| 285  | 254  | 244  | 226  | 204  | 194  | 171  | 167  | 167  |

| 2014 | 2019 | 2022 | - | - | - | - | - | - |
| ---- | ---- | ---- | - | - | - | - | - | - |
| 174  | 160  | 152  | - | - | - | - | - | - |

## Économie

### Revenus
En 2018, la commune compte 74 ménages fiscaux, regroupant 163 personnes. La médiane du revenu disponible par unité de consommation est de 18 110 € (20 140 € dans le département).

### Emploi
|                | 2008  | 2013   | 2018   |
| -------------- | ----- | ------ | ------ |
| Commune        | 6 %   | 3 %    | 6,8 %  |
| Département    | 8,4 % | 10,2 % | 10,3 % |
| France entière | 8,3 % | 10 %   | 10 %   |

En 2018, la population âgée de 15 à 64 ans s'élève à 91 personnes, parmi lesquelles on compte 85,2 % d'actifs (78,4 % ayant un emploi et 6,8 % de chômeurs) et 14,8 % d'inactifs,. Depuis 2008, le taux de chômage communal (au sens du recensement) des 15-64 ans est inférieur à celui de la France et du département.
La commune est hors attraction des villes,. Elle compte 48 emplois en 2018, contre 45 en 2013 et 57 en 2008. Le nombre d'actifs ayant un emploi résidant dans la commune est de 74, soit un indicateur de concentration d'emploi de 64,2 % et un taux d'activité parmi les 15 ans ou plus de 56,9 %.
Sur ces 74 actifs de 15 ans ou plus ayant un emploi, 36 travaillent dans la commune, soit 49 % des habitants. Pour se rendre au travail, 80,6 % des habitants utilisent un véhicule personnel ou de fonction à quatre roues, 4,2 % s'y rendent en deux-roues, à vélo ou à pied et 15,3 % n'ont pas besoin de transport (travail au domicile).

### Activités hors agriculture
13 établissements sont implantés  à Sauveterre au 31 décembre 2019.
Le secteur des autres activités de services est prépondérant sur la commune puisqu'il représente 23,1 % du nombre total d'établissements de la commune (3 sur les 13 entreprises implantées  à Sauveterre), contre 9,3 % au niveau départemental.

### Agriculture
La commune est dans le Quercy Blanc, une petite région agricole ne concernant qu'une commune du département de Tarn-et-Garonne. En 2020, l'orientation technico-économique de l'agriculture  sur la commune est la polyculture et/ou le polyélevage. 
|               | 1988 | 2000 | 2010 | 2020  |
| ------------- | ---- | ---- | ---- | ----- |
| Exploitations | 30   | 26   | 19   | 19    |
| SAU (ha)      | 886  | 836  | 946  | 1 000 |

Le nombre d'exploitations agricoles en activité et ayant leur siège dans la commune est passé de 30 lors du recensement agricole de 1988  à 26 en 2000 puis à 19 en 2010 et enfin à 19 en 2020, soit une baisse de 37 % en 32 ans. Le même mouvement est observé à l'échelle du département qui a perdu pendant cette période 57 % de ses exploitations,. La surface agricole utilisée sur la commune a quant à elle augmenté, passant de 886 ha en 1988 à 1 000 ha en 2020. Parallèlement la surface agricole utilisée moyenne par exploitation a augmenté, passant de 30 à 53 ha.

## Culture locale et patrimoine

### Lieux et monuments
- Église Saint-Jean-Baptiste de Sauveterre.
- Église Saint-Genès de Saux.

### Héraldique
| Blason de Sauveterre | Blason  | Écartelé gueules à la croix alésée d'argent, et d'argent à la croix alésée de gueules. |
| Blason de Sauveterre | Détails | Le statut officiel du blason reste à déterminer.                                       |

## Pour approfondir